# Villac
Villac is een gemeente in het Franse departement Dordogne (regio Nouvelle-Aquitaine) en telt 225 inwoners (1999). De plaats maakt deel uit van het arrondissement Sarlat-la-Canéda.

## Geografie
De oppervlakte van Villac bedraagt 21,0 km², de bevolkingsdichtheid is 10,7 inwoners per km².
De onderstaande kaart toont de ligging van Villac met de belangrijkste infrastructuur en aangrenzende gemeenten.

## Demografie
Onderstaande figuur toont het verloop van het inwonertal (bron: INSEE-tellingen).